# Kürschners Bücherschatz

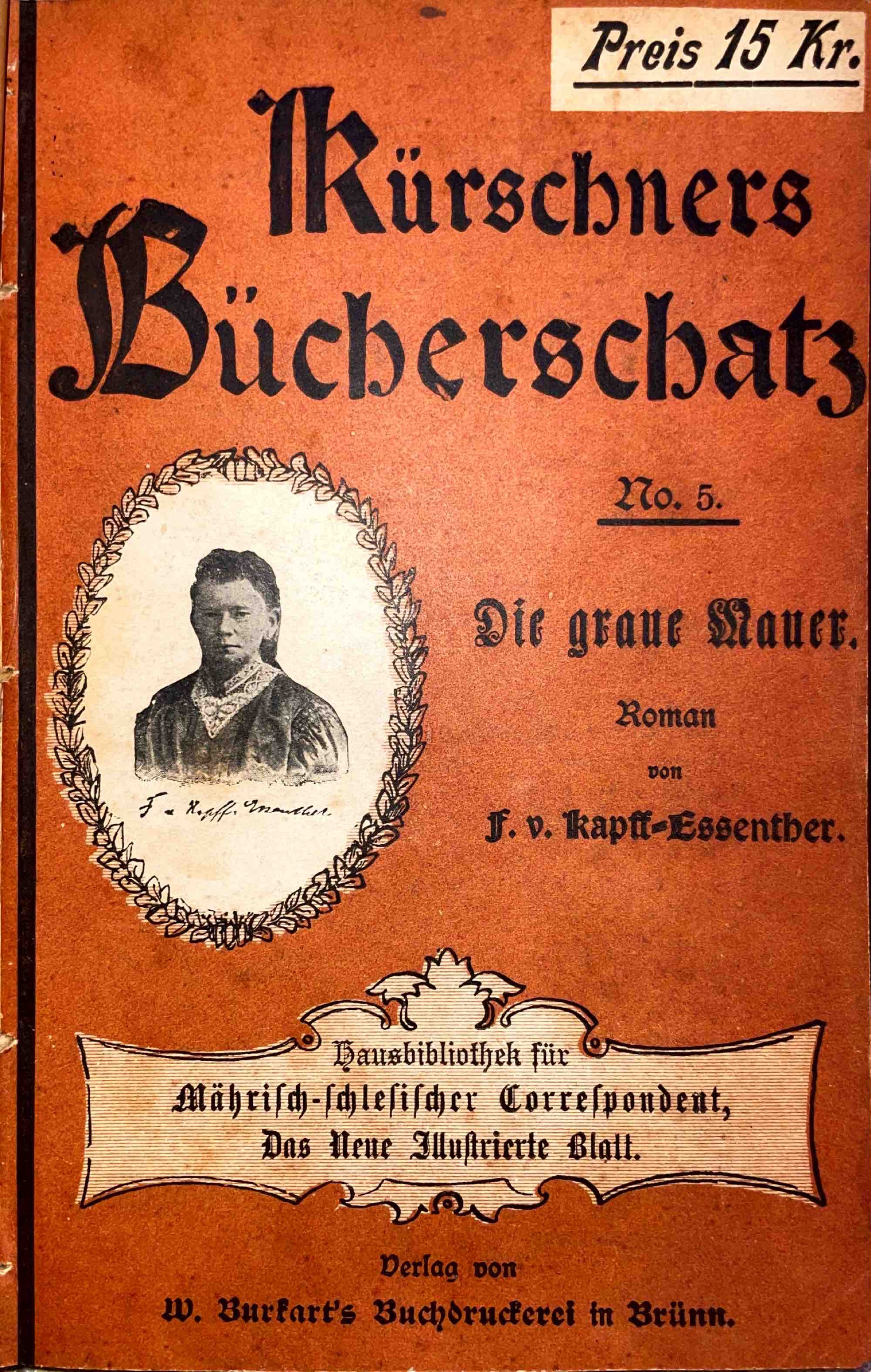
Kürschners Bücherschatz, Nr. 5, 1897, als Zeitschriftenprämie

Kürschners Bücherschatz war eine Heftreihe mit
Romanen und Erzählungen. Sie erschien von 1896 bis 1928 im Hermann Hillger Verlag in Berlin und Leipzig in 1365 Ausgaben.

## Geschichte
1896 wurden die ersten Hefte von Kürschners Bücherschatz durch den Verleger Hermann Hillger herausgegeben. Sie sollten etwas anspruchsvollere Romane und Erzählungen im billigen Heftformat enthalten. Der Name leitete sich von verschiedenen Handbuchreihen ab, die von Joseph Kürschner begründet worden waren.
Die ersten 23 Hefte wurden 1896 nur als Prämien für Abonnenten von verschiedenen Tageszeitungen im Deutschen Reich und Österreich-Ungarn (Wien, Brünn) verteilt. Erst ab 1897 waren die nächsten Hefte dann regelmäßig jede Woche im Handel erhältlich.
Kürschners Bücherschatz wurde viel gelesen und galt für einkommensschwächere Leser als Möglichkeit zum Zugang zu anspruchsvollerer Literatur:

„er habe sich trotzdem weiter zu bilden gesucht und sich u. a. Kürschners Bücherschatz angeschafft.“

Ab etwa 1910 wurden durch den Ullstein-Verlag ähnliche Romanreihen herausgebracht.
1923 erschien die 1365. und letzte Ausgabe. Von 1927 bis 1930 wurden noch einmal etwa 112 Hefte in einer neuen Reihe herausgegeben, die aber wahrscheinlich Wiederholungen vorheriger Ausgaben waren.
Nach 1933 wurden einige Hefte als Teil des Gesamtwerkes unliebsamer Autoren mit verboten. Sie waren aber zu dieser Zeit schon lange nicht mehr im Handel erhältlich.
Viele Ausgaben sind gegenwärtig noch antiquarisch zu erwerben.

## Beschreibung
Jedes Heft enthielt einen Roman oder mehrere Erzählungen mit Illustrationen, manchmal auch mit einem Porträt des Autors.
Zu den bekanntesten gehörten Theodor Fontane, Peter Rosegger sowie Mark Twain, Rudyard Kipling, Fjodor Dostojewski, Leo Tolstoi, Émile Zola und Guy de Maupassant. Für viele zeitgenössische Autoren bot Kürschners Bücherschatz die Möglichkeit, neue Werke erscheinen zu lassen sowie einem breiteren Lesepublikum bekannter zu werden.  Die inhaltliche Ausrichtung war auf ein breites Publikum ausgerichtet. Es waren viele zeitgenössische Autoren und Autorinnen vertreten, es fehlten nur die meisten der erfolgreichsten dieser Zeit.

## Hefte (Auswahl)
1–100
- 1 Arthur Achleitner: Das Jochkreuz. Eine Erzählung aus den Tiroler Bergen, 1897
- 5 Franziska von Kapff-Essenther: Die graue Mauer (Abbildung oben)
- 18 Doris von Spaettgen: Nautilus. Ein kleiner Roman. Heimatlos. Novelle. Mit 25 Illustrationen von O. Herrfurth
- 25 Stefanie Keyser: Neuer Kurs vor einem Jahrhundert, 1897
- 30 Fortuné de Boisgobey: Der Fall Matapan im Projekt Gutenberg-DE, 1897
- 32 Leopold von Sacher-Masoch: Die Stumme Turandot, verboten nach 1933
- 33 Eugen Hermann von Dedenroth: Aus sturmbewegter Zeit, 1897
- 37 Bret Harte: Die Höhle am Hügel im Projekt Gutenberg-DE, 1897
- 44 Arthur Gundaccar von Suttner: Sein Verhängnis, 1897
- 46 Mark Twain: Die Million-Pfundbanknote und andere Erzählungen
- 62 Rudolf von Gottschall: Der steinerne Gast
- 87 Eva von Baudissin: Auf der Grenze, 1887

101–200
- 104 Arthur Gundaccar von Suttner: Gebrandmarkt, 1898
- 107 Olga Wohlbrück: Aus eigener Kraft, 1898
- 108 Karl Erdmann Edler: Geburtstagsgeschenk. Novellen. Mit Illustrationen von W. Roegge.
- 141 Eva von Baudissin: Liebeskämpfe, 1899
- 144 Alfred Hedenstierna: Die Badereise der Familie Hellvik. Humoristische Erzählung nebst 2 Novellen u. 2 Humoresken
- 146 Ernst Pasqué: Eine Visitkarte Bismarcks. Erzählung
- 149 Victor Blüthgen: Hand in Hand. Novellen
- 150 Franziska von Kapff-Essenther: Jenseits von gut und böse. Roman
- 153 Leo Tolstoj: Der Tod. Deutsch von Wilhelm Lilienthal
- 155 Joseph Baierlein: Der Bilwitzschneider. Erzählung
- 160 Rudyard Kipling: Indische Erzählungen im Projekt Gutenberg-DE
- 173 Mayne Reid: Die Auswanderer des Transvaal. Roman
- 176/177 Mark Twain: Tom Sawyers Abenteuer im Projekt Gutenberg-DE

201–300
- 220 Arthur Gundaccar von Suttner: Scharfeneck, 1900
- 228 Hermann Birkenfeld: Auf der alten Scholle
- 230 Anna Astl-Leonhard (Aö Vogel von Spielberg): Der letzte Akt. Roman. Mit Illustrationen von R.A. Jaumann
- 262 Max Pollaczek: Der zweite Doktor. Dr. Wholestone. Lord Roberts Reise. Sterns Gedichte. Mit Illustrationen von W. Roegge

301–400
- 312 Rudolph Braune: Künstlergeschichten. Humoresken
- 321 Carit Etlar: Der Junker von Agersböl. Das Pfingsfest in Tibirke. Zwei wahre Geschichten aus Dänemarks Vergangenheit. Autorisierte Übersetzung aus dem Dänischen von Pauline Klaiber. Mit Illustrationen von A. Hug
- 330 Arthur Gundaccar von Suttner: Dory’s Roman, 1903
- 335/336 Jules Verne: Fünf Wochen im Reich der Lüfte. Roman. Mit Illustrationen von Wilhelm Roegge
- 338 Henrik Pontoppidan: Der Eisbär. Eine Liebesgeschichte im Projekt Gutenberg-DE
- 339 Marie Baierlein: Ein gutes Werk. Ein Schicksal, Zwei Novellen. Mit Illustrationen von W. Roegge
- 347 Hermann Birkenfeld: Mutter Ortlands Kinder. Erzählung
- 348 Fanny Klinck: Fest im Sturm. Erzählung vom Nordseestrand
- 349 Wilhelm Schindler: Sächsische Dorfgeschichten
- 350 Pauline Schanz: Felice, 1903
- 361 Rebecca Harding Davis: Gallegher und andere Geschichten im Projekt Gutenberg-DE

- 365 Peter Rosegger: Arme Sünder und andere Geschichten, 1903
- 366 Eva von Baudissin: Unsere Menagerie und andere Humoresken. Mit Illustrationen von Wilhelm Roegge, 1903
- 380/381 Max Kretzer: Sonderbare Schwärmer, Band 1 und 2

401–500
- 403 Detlev von Liliencron: Greggert Meinstorff und andere Novellen. Mit Illustrationen von A. Lewin
- 432 E. v. Dincklage-Campe: Im Tramontan. Roman

- 435 Friedrich Thieme: Der einzige Zeuge. Ein Automobilroman. Mit Illustrationen von W. Roegge

501–600
- 519 Luise Westkirch: Die große Klippe. Durchgekämpft. Novellen
- 524 Max Bittrich: Fidele Kameraden. frohe Geschichten
- 530 Martin Zöldi: Bauern- und Diebesgeschichten
- 537 Georg Busse-Palma: Don Juan von Bank und andere Erzählungen
- 547 Rudolf von Gottschall: Romeo und Julia am Pregel im Projekt Gutenberg-DE.
- 548 Annemarie von Nathusius: Erika. Erzählung, 1907
- 575 Kamillo Morgan: Was die Wildbahn erzählt
- 588 Clara Nast: In der Sumpfkate. Eine Erzählung aus Preußisch-Litauen. Mit Illustrationen von W. Roegge

601–700
- 602 Marcellus Emants: Wahn. Novelle. Autorisierte Übersetzung aus dem Holländischen von Ferdinand Böninger
- 604 Maria Stona: Mein Dorf. Novellen und Skizzen aus Schlesien
- 611 Josef Buchhorn: Luginsland. Ein Skizzenbuch vom Niederrhein
- 614 Eva von Baudissin: Die Schwestern, 1908
- 625 Eugen Isolani: Von ihr und mir. Humoresken
- 659/660 Ludwig Rohmann: Weltflüchtig. Roman. Mit Illustrationen von H. Binde
- 664 Dora Duncker: Der schöne Ede und anderes. Neue Berliner Novellen
- 669 Clara Nast: Der Eintagskönig. Novellen
- 680 Victor Fleischer: Leute vom Dorf. Erzählungen
- 686 Alexander von Roberts: Faschingszauber und andere Novellen
- 692 Alexander Puschkin: Menschen und Mächte. Novellen
- 693 Eugen von Stangen: Hinter der Frühlingsgrenze
- 695 F. G. Ahrens: Der Gemäldediebstahl am Cavendish-Square. Kriminal-Erzählung
- 699 Karl Pauli: Masken. Theaterhumoresken
- 700 Ida Boy-Ed: Die Kadettenmutter und andere Marine-Erzählungen

701–800
- 701/702 Arthur Morrison: Der rote Triangel. Kriminalroman
- 712 Fritz Skowronnek: Im Schutz der Sippe und andere Novellen
- 714 Karl Krobath: Lawinen. Geschichten aus Kärnten
- 715 Heinrich Lee: Die Frau aus Japan. Roman
- 716 Robert Heymann: Um die Ehre gespielt. Roman. Mit Illustrationen von L. Berwald
- 717 Marie Gerbrandt: Verlorener Posten. Novelle. Mit Illustrationen von O. Delling
- 720 Julius Stinde: Zigeunerkönigs Sohn und andere Noveletten
- 728 Victor Klemperer: Aus härteren und weichern Tagen : Geschichten und Phantasien
- 729 Ludwig Rohmann: Eine Lüge. Roman
- 731 Erdmann Graeser: Julie und andere Erzählungen
- 735 Ludwig Rubiner: Die indischen Opale im Projekt Gutenberg-DE (Autor nach 1933 verboten)
- 742 Carl Busse: Lachtauben. Heitere Geschichten
- 744 Karl Tanera: Militärhumoresken und andere Erzählungen
- 745 Fritz Singer: Die kleinen Dummheiten. Geschichten
- 746 Eva von Baudissin: Der gute Erich, 1910 (Erstausgabe 1900)
- 747 Henri Murger: Die Bohème. Scenen aus dem Pariser Künstlerleben
- 754 Carl Muusmann: Artistenblut. Erzählungen, deutsch von Bernhard Mann
- 757 Fjodor Dostojewskij: Der ehrliche Dieb und andere Erzählungen
- 762 Carl Busse: Schuld und andere Novellen
- 764 Theodor Fontane: Onkel Dodo und andere Erzählungen
- 765 Prosper Mérimée: Lokis
- 767 Robert Louis Stevenson: Ein merkwürdiger Klub : Kriminalroman. Deutsch von Max Pannwitz
- 768. Robert Louis Stevenson: Das Ende eines Diamanten. Kriminalroman. Deutsch von Max Pannwitz
- 769 Ernst von Wolzogen: Das Kaisermanöver und. andere Erzählungen
- 774 Wilhelm von Polenz: Dorfgeschichten
- 784 Marie zur Megede: Toskas Rache und andere Novellen
- 785 Friedrich Thieme: Finstere Gewalten und andere Erzählungen
- 797 Lothar Knud Fredrik: Sibirische Erzählungen

801–900
- Annemarie von Nathusius: Der Schatz von Sevengade. Prinzessin Leonor. 2 Erzählungen, 1913
- 807 Olga Wohlbrück: Der Weg zum Glück. Die Geschichte einer Ehe. Mit Illustrationen von L. Berwald
- 812 Heinrich Vollrat Schumacher: Die Panne und andere Humoresken
- 814 Fritz Skowronnek: Der Hungerbauer. Ein Dorfroman aus Masuren. Mit Illustrationen von W. Werner
- 817 Lothar Knud Fredrik: Geschichten von der Wasserkante
- 820 Hermine Villinger: Dritter Klasse und andere Erzählungen
- 823 Max Karl Böttcher: Der Schnürschuhmarsch und andere Militärhumoresken
- 825 Ernst von Wolzogen: Der Lebensretter und andere Erzählungen
- 827 Henry Wenden: Die Tote. Eine Artistengeschichte
- 828 Robert Heymann: Ein mühsamer Weg, Roman aus dem Englischen
- 831 Alexander von Roberts: Schlachtenbummler. Novelle
- 832 Conrad Fischer-Sallstein: Graf Wellborn sucht seine Frau. Roman. Mit Illustrationen von Fr. Rumpf
- 833 Florence Maryat: Eine schöne Seele. Roman
- 834 Fritz Skowronnek: 10 Die Zeitung des Waldes und andere Jagdgeschichten. Mit Illustrationen von L. Berwald
- 840 Bodo Wildberg: Der sechste Panther und andere Novellen
- 841 Senna Hoy: Das Auge des Tigers. Aus den Erlebnissen eines Gentleman-Detektiv, 1912
- 846 Victor Eltz: Irrwege der Liebe u. andere Novellen
- 848 Theodor Fontane: Der alte Wilhelm und andere Geschichten
- 852 Konrad Remlung: Der Gentleman und andere Kriminalskizzen
- 858 Hans Hyan: Försters Lene und andere Kriminal-Erzählungen
- 861 Telefor Szafranski: Die rote Miß und andere lustige Geschichten
- 868 Richard Kias: Das zweite Gesicht und andere Erzählungen aus unseren Kolonien
- 874 Karl Rosner: Der Tod der Liebe und andere Novellen

901–1000
- 904 Hugo von Waldeyer-Hartz: Seemannsleben
- 913 Adam Müller-Guttenbrunn: Grenzen der Liebe und andere Erzählungen
- 918 Alexander Lange Kielland: Ein gutes Gewissen und anderes
- 925 Hans Ostwald: Hanna und ihr Kampf und andere Erzählungen
- 929 Hans von Wentzel: Vom Leutnant zum Major. Militär-Humoresken
- 935 Alfred von Hedenstierna: Im Lenz verwelkt und anderes
- 937 Eva von Baudissin: Aus der Jugendzeit. Erlebnisse
- 946 Otto Dross: Sühne
- 948 Hans Hyan: Der Familienschmuck. Kriminalgeschichten
- 977 George Barr McCutcheon: Der rote Sonnenschirm :. Novelle, Deutsch von Frida von Holtzendorff
- 987 Arthur Brehmer: Die Geisterschar der Dschungeln
- 989 Viggo Cavling: Gold und andere Erzählungen
- 993 Albert Dorrington: Erzählungen eines Südseefreibeuters

1001–1100
- 1010 Fritz Skowronnek: Aus Masurens Wäldern
- 1039 Emma Kettner: Glück auf! Bergmannserzählungen
- 1048 Antonie Gubalke: Das Flügelmädchen und andere Erzählungen
- 1053 Paul Bliß: Sonnige Stunden. Lustige Geschichten

1101–1200
- 1116 Hans Ostwald: Kamerad Ede. Erzählungen
- 1131/32 Max Eyth: Geld und Erfahrung. Erzählungen aus dem Taschenbuch eines Ingenieurs.
- 1137 Erdmann Graeser: Das Glück unterm Dache. Berliner Geschichten

1201–1300
- 1255 W. Vettewinkel: Der Falsche. Kriminalgeschichte
- 1256 Paul Bliß: Junge Liebe. Erzählung(en)
- 1270 Carry Brachvogel: Das Grammophon. Erzählungen
- 1280 Luise Westkirch: Der Brand von Bovensen. Roman

1301–1365
- 1315 Olga Wohlbrück: Der Brautwerber, 1921
- 1335 Rosa Mayreder: Sonderlinge. Novellen
- 1346 Kurt Münzer: Das Requiem. Zürcher Novelle, 1922
- 1349 Tyl Brok: Venus. Eine Phantasie
- 1365 Hedwig Courths-Mahler: Der Waldhof, 1923, letztes Heft

Neue Folge

Von 1927 bis 1930 erschien eine Neue Folge.
Diese Bände waren wahrscheinlich vorher schon mit einer alten Nummer erschienen.
- 3 Sven Elvestad: Das verbrannte Todesurteil. Detektivroman
- 70 Olga Cordes Schnackserls Abenteuer. Humoreske [Roman aus d. Künstlerwelt]
- 44 Theodor Fontane: Der alte Wilhelm. Erzählungen aus der Vergangenheit (= alte Folge 848)